# Гаврило Пајовић
Гаврило Пајовић (рођен 3. јула 1971. у Подгорици) је бивши црногорски и југословенски кошаркаш. Играо је на позицији плејмејкера. Тренутно ради као спортски директор у Будућности из Подгорице.